# Ruta departamental PI-102
La Ruta Departamental PI-102 es una carretera regional peruana que conecta las provincias de Sullana y Paita, en el departamento de Piura. Tiene una longitud de 58.13 km asfaltados y 0.47 km con pavimento rígido.
La ruta conecta los distritos de Sullana, Miguel Checa, La Huaca y Paita. La carretera empieza en el cruce con la ruta nacional PE-1N en la ciudad de Sullana. La carretera conecta a las localidades de Nuevo Sullana, La Capilla, Jíbito y Sojo hasta llegar a la provincia de Paita. Posteriormente, conecta a las localidades de Miraflores, Nomara, Viviate, Las Ánimas, La Huaca y Nuevo Paraíso. Finalmente, la carretera llega a la ciudad de Paita, donde pasa a denominarse avenida Industrial, la cual termina en el óvalo Grau, donde se interconecta la ruta nacional PE-02, perteneciente a la Ruta interoceánica Brasil-Perú.